# Jackie Thomas (álbum)
Jackie Thomas é o álbum de estreia de estúdio autointitulado da cantora e compositora neozelandesa, Jackie Thomas, a vencedora da primeira série da Nova Zelândia do The X Factor, lançado através da Sony Music New Zealand em 9 de agosto de 2013.  Ele estreou no número um na parada de álbuns da Nova Zelândiae e ganhou certificado de Ouro.  O primeiro single do álbum "It's Worth It" precedeu o lançamento do álbum.

## Antecedentes
O álbum foi gravado dias após Thomas tornou-se a vencedora da primeira série da Nova Zelândia do The X Factor. O álbum é composto por 12 faixas, 11 das quais são versões cover de canções que Thomas originalmente cantou nos shows ao vivo do The X Factor. Ele apresenta sua canção de audição muito elogiado "Skinny Love". O primeiro single "It's Worth It" é uma canção original do álbum.

## Singles
Após vitória de Thomas na primeira série do The X Factor (Nova Zelândia) em 22 de julho de 2013, de seu single vencedor "It's Worth It" foi disponibilizado para download digital e em formato físico, e serviu como o primeiro single do álbum. A canção estreou no número um e recebeu certificado de Platina. A faixa do álbum "Skinny Love" também alcançou a 23.

## Recepção da crítica
| Críticas profissionais | Críticas profissionais |
| Avaliações da crítica  | Avaliações da crítica  |
| Fonte                  | Avaliação              |
| ---------------------- | ---------------------- |
| New Zealand Herald     | (2.5/5)                |

Em sua revisão na New Zealand Herald, o escritor de música Scott Kara descreveu o álbum como atraente para os fãs de Jackie Thomas, mas observou que, "apesar de Thomas tem uma grande voz, suas performances são provisórias". Kara destacou as versões de "Skinny Love" e "Dreams", como destaques do álbum.

## Lista de faixas
| N.º            | Título                  | Compositor(es)                                                       | Artista original  | Duração |  |
| 1.             | "It's Worth It"         | Anthony Egizii, David Musumeci, Adam Argyle                          | Jackie Thomas     | 3:13    |  |
| 2.             | "Skinny Love"           | Justin Vernon                                                        | Birdy             | 3:23    |  |
| 3.             | "Next to Me"            | Emeli Sandé, Hugo Chegwin, Harry Craze, Anup Paulo                   | Emeli Sandé       | 3:17    |  |
| 4.             | "Video Games"           | Elizabeth Grant, Justin Parker                                       | Lana Del Rey      | 4:31    |  |
| 5.             | "Angel"                 | Sarah McLachlan                                                      | Sarah McLachlan   | 3:44    |  |
| 6.             | "Maybe Tomorrow"        | Geoff Maddock                                                        | Goldenhorse       | 2:56    |  |
| 7.             | "Son of a Preacher Man" | John Hurley, Ronnie Wilkins                                          | Dusty Springfield | 2:21    |  |
| 8.             | "Toxic"                 | Cathy Dennis, Henrik Jonback, Christian Karlsson and Pontus Winnberg | Britney Spears    | 2:38    |  |
| 9.             | "Dreams"                | Stevie Nicks                                                         | Fleetwood Mac     | 4:15    |  |
| 10.            | "Stay"                  | Mikky Ekko, Justin Parker, Elof Loelv                                | Rihanna           | 4:02    |  |
| 11.            | "Black Velvet"          | David Tyson, Christopher Ward                                        | Alannah Myles     | 3:55    |  |
| 12.            | "Wonderwall"            | Noel Gallagher                                                       | Oasis             | 4:02    |  |
| Duração total: | Duração total:          | Duração total:                                                       | Duração total:    | 42:12   |  |

## Desempenho nas tabelas musicais
| Posições (2013)          | Melhor posição |
| ------------------------ | -------------- |
| New Zealand Albums Chart | 1              |

| País                  | Certificação |
| --------------------- | ------------ |
| Nova Zelândia (RIANZ) | Ouro         |